# Pavel Kireyenko
Bản mẫu:Eastern Slavic name
Pavel Nikolayevich Kireyenko (tiếng Nga: Павел Николаевич Киреенко; sinh ngày 14 tháng 6 năm 1994) là một cầu thủ bóng đá người Nga. Anh thi đấu cho F.K. Dynamo Sankt Peterburg.

## Sự nghiệp câu lạc bộ
Anh ra mắt chuyên nghiệp tại Giải bóng đá chuyên nghiệp quốc gia Nga cho F.K. Zenit-2 St. Petersburg vào ngày 15 tháng 7 năm 2013 trong trận đấu với F.K. Tosno.